# Бортниковский сельсовет (Волоколамский район)
Бортниковский сельсовет — упразднённая административно-территориальная единица, существовавшая на территории Московской губернии и Московской области в 1925—1939 годах.
Бортниковский сельсовет был образован в 1925 году в составе Буйгородской волости Волоколамского уезда Московской губернии путём преобразования Спасского с/с. В том же году Спасский с/с отделился от Бортниковского.
По данным 1926 года в состав сельсовета входил 1 населённый пункт — деревня Бортники.
В 1929 году Бортниковский с/с был отнесён к Волоколамскому району Московского округа Московской области. При этом к Бортниковскому с/с был присоединён Спасский с/с. В состав Бортниковского с/с вошли селения Бортники и Спасс.
17 июля 1939 года Бортниковский сельсовет был упразднён, а его территория (селения Бортники и Спасс) передана в Речкинский с/с.